# Ciao
Ciao este un cuvânt de salut din limba italiană, în care schiavo înseamnă sclav, servitor (din latină sclavus). Salutul reprezintă forma comprimată a formulei servo suo, sono vostro schiavo, de la care provine și salutul „servus”, răspândit pe filieră germană.
Salutul ciao s-a răspândit din dialectul venețian, din forma s-ciàvo.